# Tiotropio
Il tiotropio, generalmente in commercio come tiotropio bromuro, è un farmaco che riduce l'incidenza degli episodi acuti di aggravamento della BPCO ed è utile, in un paziente in riabilitazione respiratoria, per migliorare la tolleranza all'esercizio. È antagonista competitivo dei recettori muscarinici che si trovano nelle terminazioni postgangliari parasimpatiche. Il tiotropio presenta maggiore affinità per i recettori muscarinici M1 e M3 (mentre ha minore affinità verso gli M2), e va a bloccare l'azione del neurotrasmettitore acetilcolina.
Tiotropio è stato scoperto nel 1991 da Boehringer Ingelheim ed è stato immesso nel commercio a partire dal 2004.

## Relazione struttura-attività (SAR)
È il derivato ditienilico della N-metilscopolamina, naturalmente presente nell'atropa belladonna
. Il tiotropio bromuro è un composto estereo con un gruppo ammonico quaternario non chirale moderatamente solubile in acqua. L'azoto protonato a pH fisiologico è la porzione della molecola coinvolta principalmente nell'interazione con il recettore muscarinico in particolare attraverso il legame con un residuo di aspartato del target specifico. La porzione idrofobica della molecola, generata dalla presenza dei due sostituenti tiofenici, va a stabilizzare ulteriormente il legame al recettore in una sua porzione lipofila.

## Meccanismo d'azione
Tiotropio bromuro è un antagonista anticolinergico a lunga durata d'azione dei recettori muscarinici. 
Presenta maggiore affinità per i recettori muscarinici M1 e M3 (mentre ha minore affinità verso gli M2 dai quali si dissocia molto rapidamente, M4, M5), bloccando l'azione del neurotrasmettitore acetilcolina. La lunga durata d'azione è probabilmente dovuta al suo distacco molto lento dai sottotipi recettoriali M3 a livello dell'apparato respiratorio: questi sono normalmente associati alla proteina Gq che attiva la fosfolipasi C la quale a sua volta determina un aumento dei livelli di IP3 e DAG con conseguente incremento del calcio intracellulare nelle cellule muscolari lisce provocandone la contrazione. 
Nelle vie aeree, tiotropio bromuro antagonizza in modo competitivo e reversibile i recettori M3 inducendo rilassamento. Andando a inibire gli effetti broncocostrittori dell'acetilcolina, ha un effetto broncodilatatore, soprattutto sui bronchi di grosso calibro, a livello dei quali vi è un'abbondante innervazione parasimpatica della muscolatura liscia, permettendo così la dilatazione di tipo adrenergico riducendo l'incidenza degli episodi acuti di aggravamento della BPCO ed è utile, in un paziente in riabilitazione respiratoria, per migliorare la tolleranza all'esercizio.

## Proprietà farmacocinetiche

### Vie di somministrazione, assorbimento, distribuzione
Tiotropio bromuro è generalmente somministrato per via inalatoria tramite l'utilizzo di un dispositivo medico (HandiHaler) nel quale vengono poste capsule verdi contenenti il principio attivo in forma di polvere secca. L'uso dell'aerosol come via di somministrazione offre l'ovvio vantaggio di produrre una massima concentrazione a livello dell'organo bersaglio riducendo la comparsa di effetti sistemici. L'entità dell'azione dipende dalla quantità che viene assunta per via aerea per cui la maggior parte della dose si deposita a livello dell'apparato gastronitestinale (quelle con dimensioni maggiori di 2 micron), mentre quantità minori raggiungono gli organi bersaglio cioè i polmoni (quelle con dimensione inferiore a 2 micron) dove la biodisponibilità è più elevata e si esplica l'effetto terapeutico. A livello gastrointestinale invece, la struttura chimica del composto (composto ammonico quaternario) non permette al principio attivo di essere assorbito in quantità terapeutiche significative. Il farmaco giunto nel sistema circolatorio si lega per più del 70% alle proteine plasmatiche e raggiunge la concentrazione plasmatica massima (Cmax) dopo 5 minuti dalla inalazione, in relazione al coinvolgimento del parasimpatico nell'episodio del broncospasmo dipendente dal soggetto, e diminuisce poi rapidamente in modo multicompartimentale. Presenta un tempo di emivita della fase terminale dell'eliminazione plasmatica di 5-6 giorni. Studi effettuati sui ratti hanno dimostrato che Tiotropio bromuro libero non attraversa comunque la barriera emato-encefalica in misura rilevante.
Le soluzioni orali di Tiotropio bromuro hanno una disponibilità assoluta di circa il 2% a causa del carattere idrofilo del farmaco.

### Metabolismo ed eliminazione
Tiotropio somministrato per via endovenosa è escreto inalterato nelle urine per il 74%, mentre del farmaco rimanente solo una piccolissima parte è scissa per via non enzimatica e da i composti: N-metilscopina e acido ditienilglicolico, inattivi sui recettori muscarinici. La restante percentuale di farmaco subisce invece reazioni metaboliche ossidative di fase I ad opera delle isoforme enzimatiche CYP2D6 e CYP3A4 con successiva coniugazione al glutatione per mezzo di enzimi metabolici di fase II.

## Applicazioni cliniche
Tiotropio è indicato principalmente per la terapia broncodilatatoria di mantenimento nel sollievo dei sintomi di pazienti affetti da broncopneumopatia cronica ostruttiva (BPCO) e può essere considerato come un farmaco ad azione locale sito-specifica a livello polmonare. Riduce l'incidenza delle esacerbazioni della BPCO ed è un utile coadiuvante alla fisioterapia riabilitativa polmonare per aumentare la tolleranza all'esercizio.

## Effetti collaterali
- secchezza delle fauci (comune)[10];
- ipersensibilità immediata con probabile broncospasmo[10];
- visione indistinta[10];
- esacerbazione del glaucoma ad angolo chiuso[10];
- tachicardia[10];
- difficoltà urinaria[10];
- mal di testa[10];
- faringite (non comuni)[10];
- sinusite (raro)[10];
- stipsi (non comune)[10];
- ostruzione intestinale (non comune)[10].

In caso di sovra-dosaggio non sono stati osservati effetti avversi sistemici anche dopo terapia a lungo termine.
Non sono stati effettuati studi sulla capacità di guidare veicoli e di usare macchinari. Il verificarsi di vertigini, visione offuscata o cefalea può influire sulla capacità di guidare veicoli e di usare macchinari.

## Controindicazioni
Evitare il contatto con gli occhi. 
Assumere con cautela in pazienti affetti da:
- glaucoma ad angolo chiuso,
- iperplasia prostatica,
- ostruzione del collo della vescica,
- disturbi del ritmo cardiaco,
- insufficienza renale da moderata a grave.

Tiotropio bromuro, essendo un broncodilatatore di mantenimento da assumere una volta al giorno, non deve essere utilizzato nel trattamento iniziale di episodi acuti di broncospasmo, cioè come terapia di emergenza

## Interazioni farmacologiche
Il cibo non sembra influenzare l'assorbimento di Tiotropio.
L'azione anticolinergica del Tiotropio può venire potenziata dalla sua cosomministrazione con i farmaci antidepressivi triciclici, fenotiazine, butirrofenoni, antistaminici e amantadina.
Può andare a interferire invece con:
- l'azione dei farmaci beta-bloccanti riducendo la bradicardia provocata da questi[12];
- l'attività della levodopa riducendone l'azione[12];
- l'assorbimento di altri farmaci in quanto riduce la peristalsi[12];
- la digossina incrementandone la tossicità[12].

Il metabolismo del Tiotropio può essere modificato negativamente dagli inibitori di CYP2D6 e CYP3A4 come chinidina, ketoconazolo e gestodene.

## Confronto tra farmaci

### Tiotropio-Salmeterolo
Tiotropio rispetto al salmeterolo è risultato più efficace su tutti gli obiettivi relativi alle riacutizzazioni e in tutti i principali sottogruppi in quanto:
- migliora l'adesione del paziente alla terapia[13];
- ha determinato un aumento importante del tempo alla prima riacutizzazione, di grado moderato e di grado grave, della BPCO[13];
- ha ridotto in misura significativa il tasso annuo di riacutizzazione in paziente affetti da BPCO grave o moderata[13].

### Tiotropio-Ipratropio
Tiotropio rispetto all'ipratropio:
- dimostra un inizio d'azione di 30 minuti ma una durata più lunga[7];
- tiotropio è somministrato una volta al giorno in inalatore a polvere secca; ipratropio è somministrato quattro volte al giorno attraverso un nebulizzatore[7];
- tiotropio ha effetto broncodilatatori più prolungato in quanto dissocia più lentamente dai recettori M3[7].